# Artaserse (Hasse, 1730)
Artaserse ist eine Opera seria in drei Akten des Komponisten Johann Adolph Hasse nach dem Libretto Artaserse von Pietro Metastasio. Artaserse ist die italienische Form des Namens des persischen Großkönigs Artaxerxes I.

## Werkgeschichte
Die Premiere erfolgte am 11. Februar 1730 im Teatro San Giovanni Grisostomo in Venedig. Die männliche Hauptrolle des Prinzen Arbace sang der berühmte Kastrat Farinelli. Die übrigen Interpreten waren Filippo Giorgi (Artaserse), Francesca Cuzzoni (Mandane), Nicolò Grimaldi (Artabano), Maria Maddalena Pieri (Semira) und Castore Antonio Castori (Megabise).
Es folgten viele weitere Aufführungen in anderen italienischen Städten, darunter die einer überarbeiteten Fassung 1734 im Teatro San Giovanni Crisostomo in Venedig. Im April 1738 wurde die Oper im Theater am Tummelplatz in Graz (deutsch von F. J. Pircker) gespielt, 1738 in Madrid, 1740 in Ljubljana. Am 9. September 1740 überarbeitete Hasse sie für das Hoftheater in Dresden. Eine weitgehend neue Vertonung, in der nur wenige der alten Arien erhalten blieben, wurde am 20. Januar 1760 im Teatro San Carlo in Neapel aufgeführt. Diese wurde am 3. August 1760 auch im Königlich-Polnischen Opernhaus in Warschau gespielt.
Am 29. Oktober 1734 wurde Artaserse in London von der mit Händels Opernunternehmen konkurrierenden Opera of the Nobility als Pasticcio aufgeführt, das heißt teilweise mit Musik anderer Komponisten, in diesem Fall von Attilio Ariosti, Nicola Antonio Porpora und Farinellis Bruder Riccardo Broschi. Das Titelblatt des Librettos und einige andere Quellen nennen als Aufführungsort das King’s Theatre am Haymarket.
1748 wurde die Oper anlässlich der Eröffnung des Markgräflichen Opernhauses in Bayreuth aufgeführt.

## Aufnahmen und Aufführungen in neuerer Zeit
- 1999: Aufführung im Teatro Rossini, Lugo. Orchestra Sinfonica dell’Emilia-Romagna, Leitung: Rinaldo Alessandrini. Sänger: Paoletta Marrocu (Mandane), Patrizia Bicciré (Arbace), Emanuele Giannino (Artabano), Maria José Trullu (Artaserse), Giovanna Donadini (Megabise), Anna Burford (Semira).[3]
- 2009: Aufführung der Fassung von 1730 in der St. Giles Church, London. Ensemble Serse. Sänger: Julian Forbes (Artaserse), Sarah Moule (Mandane), Oliver Gerrish (Artabano), Calvin Wells (Arbace), Katherine Cooper (Semira), Melanie Sanders (Megabise).[3]
- 2012: CD- und DVD-Mitschnitt einer Aufführung im Palazzo Ducale in Martina Franca. Ensemble Barocco dell’Orchestra Internazionale d’Italia, Leitung: Corrado Rovaris. Sänger: Anicio Zorzi Giustiniani (Artaserse), Maria Grazia Schiavo (Mandane), Sonia Prina (Artabano), Franco Fagioli (Arbace), Rosa Bove (Semira), Antonio Giovannini (Megabise).[3]
- 12. April 2018: Aufführung zur Wiedereröffnung des Markgräflichen Opernhauses in Bayreuth. Hofkapelle München, Leitung: Michael Hofstetter, Regie: Balázs Kovalik. Studierende der Theaterakademie August Everding, Kathrin Zukowski (Friedrich), Natalya Boeva (Mutter), Anja Silja (Markgräfin Wilhelmine, Sprechrolle).[6] Gespielt wurde eine stark bearbeitete Pasticcio-Fassung, die sich auf das Leben Wilhelmines bezog und in die eine Arie aus deren Oper Argenore und Ausschnitte aus Hasses Oper Ezio eingearbeitet wurden.[7]
- 2018: Aufführung der Pinchgut Opera, Sydney. Orchestra of the Antipodes, Leitung: Erin Helyard, Chas Rader-Shieber (Regie), Charles Davis (Kostüme). Sänger: Vivica Genaux (Mandane), David Hansen (Arbace), Carlo Vistoli (Artabano), Andrew Goodwin (Artaserse), Russell Harcourt (Megabise), Emily Edmonds (Semira).[8]